# 薄盾蝸牛
薄盾蝸牛（学名：Aegista impexa）为扁蝸牛科盾蝸牛屬下的一个种。该物种主要分佈於臺灣全島，例如新北市熊空、烏來、觀音山，屏東縣恆春、來義、好茶瑪家，高雄市茂林、藤枝、六龜，花蓮縣壽豐、富源，臺東縣知本、大南，宜蘭太平山。